# Skyper
Skyper – wieżowiec w Niemczech, we Frankfurcie nad Menem, w dzielnicy Bahnhofsviertel, o wysokości 154 m – 505 ft. Posiada 38 kondygnacji, oraz 290 miejsc parkingowych w podziemnym parkingu. Aktualnie jest częścią kompleksu składającego się z trzech budynków. Koszty wybudowania wieżowca ocenia się na 480 milionów euro.
Ukończona w 2004 roku wieża jest połączona 9-metrowym szklanym atrium z neoklasycystyczną willą z 1915 roku. Willa jest wpisana na listę budynków o znaczeniu historycznym i kiedyś należała, podobnie jak cały teren, do grupy budowlanej Philipp Holzmann, która wykorzystywała nieruchomość jako swoją główną siedzibę. Kompleks uzupełnia budynek mieszkalno-komercyjny z 52 jedno- lub trzypokojowymi apartamentami i parterową powierzchnią handlową.
Projekt budynku pochodzi od frankfurckiego biura architektów JSK, którzy otrzymali zlecenie od Holzmann AG. Po uzyskaniu pozwolenia na budowę architekci zrealizowali swój projekt w imieniu generalnych wykonawców ABG i nowego właściciela, DekaBank, który kupił budynek dla otwartego funduszu nieruchomości swojej spółki zależnej zajmującej się nieruchomościami, Deka Immobilien. Po zakończeniu budowy w 2005 r. DekaBank przeniósł się do biur na niższych piętrach jako główny najemca. Wyższe piętra budynku zajmują znane marki, takie jak HSBC i Houlihan Lokey. Skyper jest od 2006 r. własnością firmy inwestycyjnej należącej do szwajcarskiej grupy bankowej UBS.